# Felix Nussbaum
Felix Nussbaum, född 11 december 1904 i Osnabrück, död 2 augusti 1944 i Auschwitz, var en tysk konstnär. Hans måleri har kopplingar till både den nya sakligheten och surrealismen. Nussbaum var gift med den polska konstnären Felka Płatek; bägge hade judiskt påbrå och avrättades därför i Auschwitz.

## Biografi

### Tidliga år
Felix Nussbaum föddes i Osnabrück i provinsen Hannover som son till Rahel och Phillip Nussbaum. Fadern var veteran från första världskriget och tysk patriot fram till 1933 då nationalsocialisterna kom till makten. I yngre år hade han varit amatörmålare men kunde aldrig försörja sig på sin konst. Han stöttade sonens konstnärliga ambitioner.
Nussbaum inledde sin formella konstutbildning 1920 i Hamburg och fortsatte den därefter i Berlin. Hans tidiga verk var influerade av Vincent van Gogh och Henri Rousseau, delvis också av Giorgio de Chirico och Carlo Carrà. Från Karl Hofers expressionistiska stil hämtade Nussbaum en återhållsam användning av färg. Under studietiden i Berlin blev han 1927 bekant med sin blivande livsledsagarinna och hustru Felka Płatek. 
Under Weimarrepublikens 1920-tal och tidiga 1930-tal hade Nussbaum en viss framgång med utställningar. Hans första separatutställning ägde rumt 1927 i en bokhandel i hemstaden Osnabrück, året därpå ställde han ut på berlingalleriet Casper. Han reste i Van Goghs fotspår genom Frankrike och inrättade senare en ateljé i Berlin. Målningen Der tolle Platz (1931) innebar ett konstnärligt genombrott.
I oktober 1932 flyttade Nussbaum – tillsammans med Płatek – till Rom. Konstakademin i Berlin som då hette Preußische Akademie der Künste hade tilldelat honom ett prestigefyllt, ettårigt stipendium vid Villa Massimo. Tre månader senare etablerade sig nationalsocialisterna som makthavare i hemlandet. I april 1933 besökte propagandaminister Joseph Goebbels Rom. Där förklarade han bland annat för konstkolonins alla stipendiater hur en nationalsocialistisk konst var tänkt att se ut, med ett framhävande av "den ariska rasens" hjältemod. Nussbaum kunde konstatera att en judisk konstnär som han inte längre fick lov att verka inom det konstnärliga etablissemanget.

### Ett årtionde på flykt
Felix Nussbaum levde nu under hot, något som också kom att speglas i hans målningar. I december 1932, medan Nussbaum var i Rom, bröt en brand ut i hans berlinateljé. 150 målningar blev lågornas rov.
1934 reste Nussbaum och Płatek till Schweiz, där hans föräldrar vistades i exil. Föräldrarna flyttade så småningom tillbaka till Tyskland – trots sonens starka invändningar. Nussbaum och Płatek flyttade för egen del vidare till Belgien och bosatte sig 1937 i Bryssel. Samma år gifte sig paret, för att kunna lösa Felka Płateks problem med uppehållstillstånd, trots att båda egentligen var emot äktenskap som institution.
Belgien attackerades 1940 av Tyskland. Nussbaum greps därför av belgisk polis i egenskap av tysk medborgare. När tyskarna väl etablerat kontrollen över landet skickades Nussbaum i egenskap av jude till koncentrationslägret i Saint-Cyprien. Detta låg i Frankrike, som också hade ockuperats av Nazityskland. Hur villkoren var i lägret märks i de bilder Nussbaum lyckades förfärdiga under sin tid där. Han bad om att bli förflyttad till Tyskland. Under tågresan som följde lyckades han fly och återvände till Bryssel där han kunde återförenas med sin fru.
Nussbaums villkor blev fortsatt besvärliga. Utan ID-handlingar hade han ingen möjlighet att ta anställning, men hans vänner gav honom ett ställe att bo på och målarverktyg så att han kunde fortsätta med sin konst. De kommande fyra åren blev de mörkaste i hans liv, vilket också syntes i målningarna. Det var dock en konstnärligt produktiv tid.
1944 tog dock Felix Nussbaums konstärliga verksamhet slut. Philipp och Rahel Nussbaum dödades i Aschwitz i februari. I juli avslöjades Felix Nussbaums och Felka Płateks gömställe på en vind. Målningen Dödens triumf – daterad till 18 april 1944 – är hans sista. Paret greps och sändes till Dossin-kasernen, ett uppsamlingsläger i Mechelen, där de gavs fångnummer XXVI/284 respektive XXVI/285. Den 2 augusti anlände deportationståget till Auschwitz, där både Nussbaum och Płatek avrättades inom en vecka. Den 6 september förlorade även Nussbaums svägerska och brorsdotter livet i Auschwitz. Nussbaums bror, som den 3 september också hade skickats till Auschwitz, förflyttades senare därifrån och avled av extrem utmattning/svält i december samma år i Stutthof. Därmed var hela släkten Nussbaum utplånad.

## Eftermäle och i kulturen
1998 öppnade konstnärsmuseet Felix-Nussbaum-Haus i Osnabrück. En stor del av hans verk – cirka 180 målningar – är permanent utställda här.
Nussbaums konst är ledmotiv i Bjørn Sortlands norska ungdomsroman Kva tåler så lite at det knuser om du seier namnet på det? (2007).
Felix Nussbaum och hans hustru har viktiga roller i Émile Bravos Hoppets tid, en serieroman i fyra delar publicerad som del av Ett extraordinärt äventyr med Spirou och Nicke (sidoserie till Spirou).

## Galleri

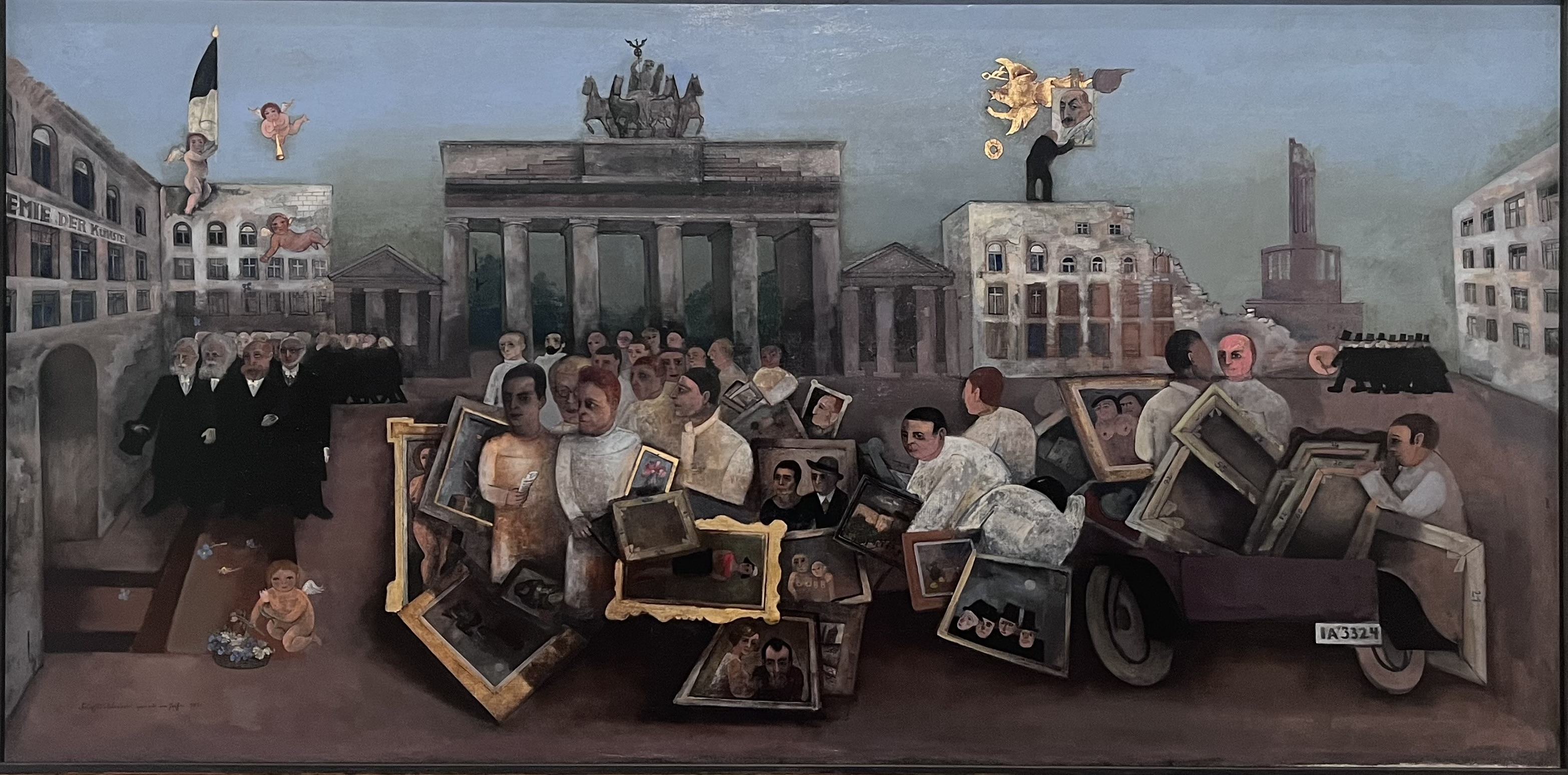
Der tolle Platz (1931)
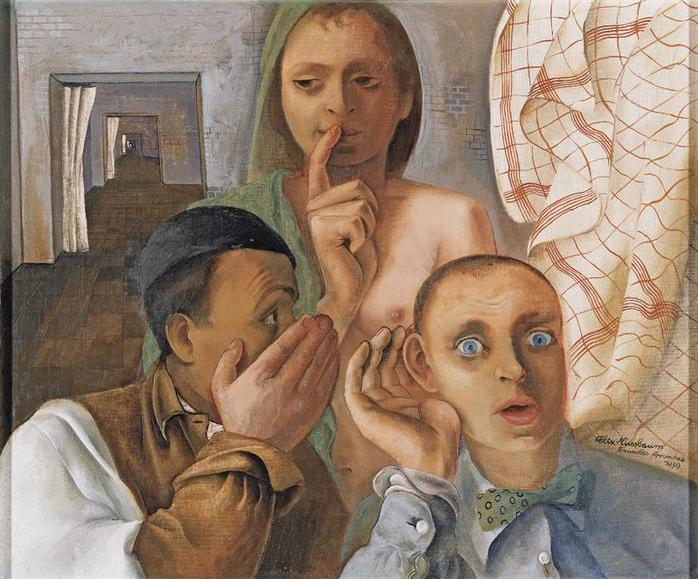
Hemligheten (1939)
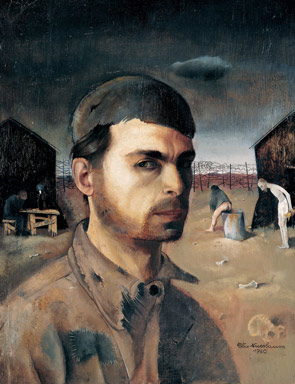
Självporträtt (1940)
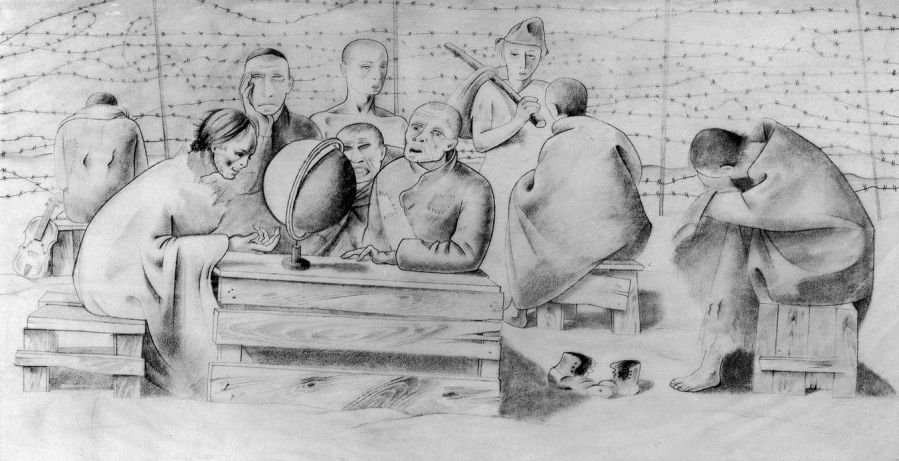
Tuschteckning på kalkerpapper från det tyska fånglägret Saint-Cyprien i Frankrike (förstudie, 45 x 275 cm, 1940)
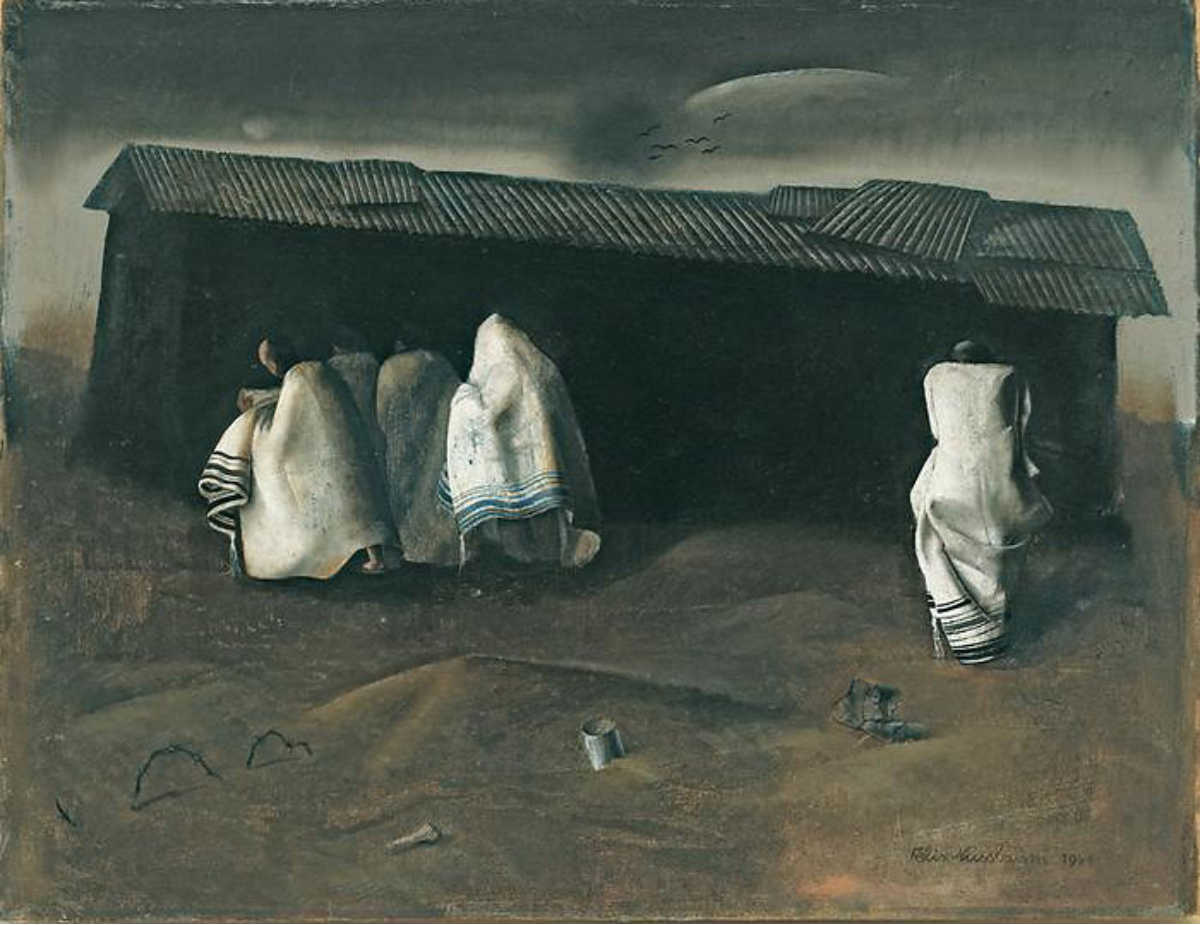
Lägrets synagoga i Saint-Cyprien (målning, 1941)
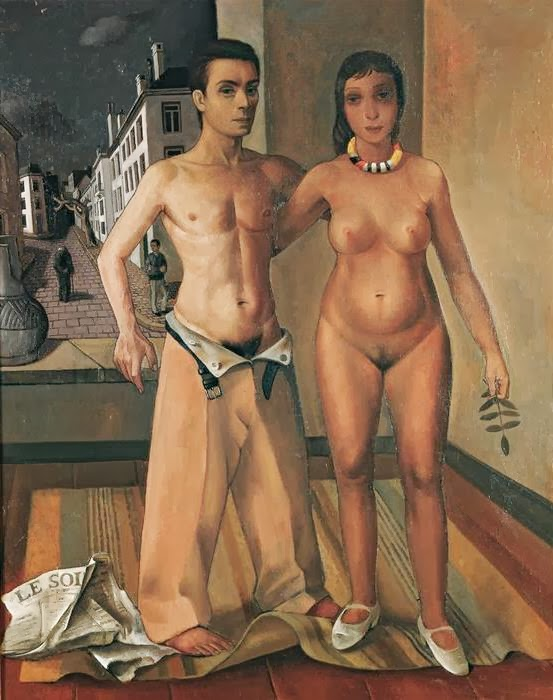
Soir (1942)
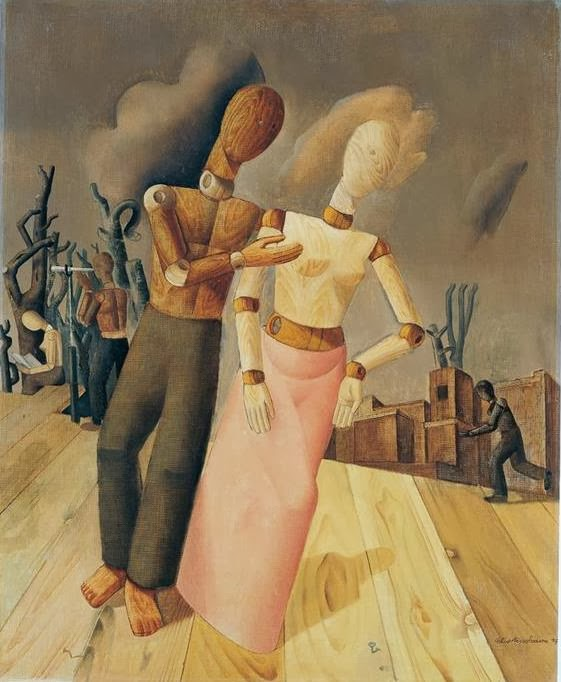
Dockor (1943)
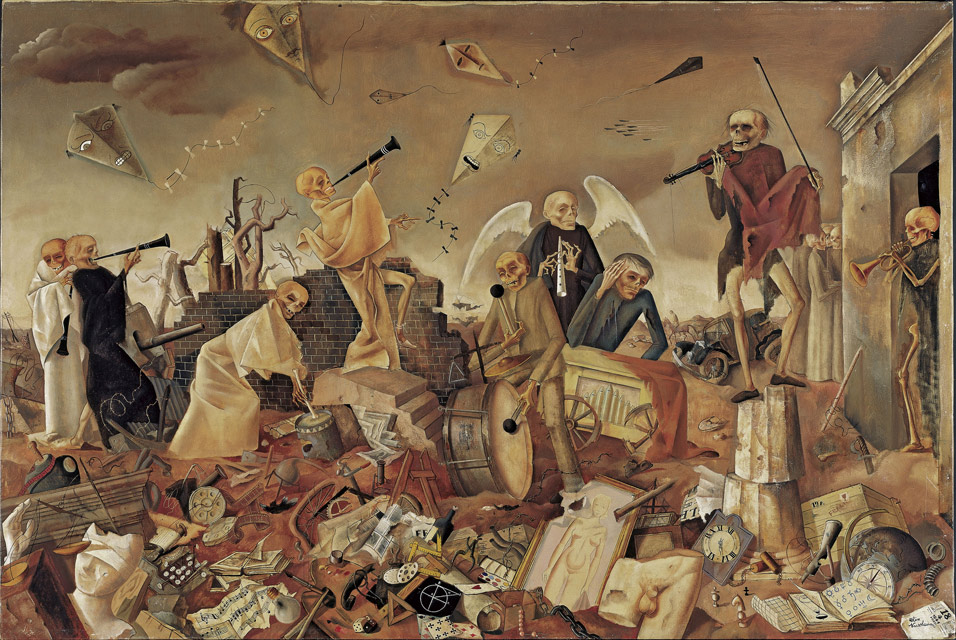
Triumph des Todes (Die Gerippe spielen zum Tanz) (1944)